# Inazuma Eleven 1-2-3!! Endō Mamoru densetsu
Inazuma Eleven 1-2-3!! Endō Mamoru densetsu (イナズマイレブン1・2・3!! 円堂守伝説?, Inazuma Irebun 1-2-3!! Endō Mamoru densetsu, lett. "Inazuma Eleven 1-2-3!! La leggenda di Mark Evans") è un videogioco per Nintendo 3DS prodotto da Level-5 che è uscito il 27 dicembre 2012 in Giappone. È una fusione dei giochi della serie originale di Inazuma Eleven per Nintendo DS: Inazuma Eleven (2008), Inazuma Eleven 2 - Tempesta di fuoco / Bufera di neve (2009) e Inazuma Eleven 3 - Fuoco Esplosivo / Lampo Folgorante / Ogre all'attacco! (2010).
Il gioco è compatibile con un altro gioco della serie uscito nello stesso anno: Inazuma Eleven GO Chrono Stones, nelle sue due versioni Raimei (Fulmine) e Neppuu (Vento Caldo). Il gioco presenta una grafica, ripresa dalla serie di giochi originale, molto migliorata. Infatti sia l'ambiente che le tecniche saranno di qualità migliore ed è stato risolto il problema dei pixel, molto visibili prima. Inoltre sono stati ridisegnati i "cutscene" e gli "sprite" dei personaggi sia durante i dialoghi sia durante le partite.
Il gioco costa 5800 yen e include una nuova canzone dei T-Pistonz+KMC come canzone d'inizio: Yokatta NA! (lett. "Grazie al cielo").